# Кор ван дер Гейп
Кор ван дер Гейп (нід. Cor van der Gijp, 1 серпня 1931, Дордрехт — 12 листопада 2022, Дордрехт) — нідерландський футболіст, що грав на позиції нападника, зокрема за «Феєнорд» та національну збірну Нідерландів.

## Клубна кар'єра
Народився 1 серпня 1931 року в Дордрехті. Вихованець футбольної школи клубу СК «Емма». У дорослому футболі дебютував 1954 року виступами за головну команду клубу.
Своєю грою за цю команду привернув увагу представників тренерського штабу «Феєнорда», до складу якого приєднався 1955 року. Відіграв за команду з Роттердама наступні дев'ять сезонів своєї ігрової кар'єри. Більшість часу, проведеного у складі «Феєнорда», був основним гравцем атакувальної ланки команди та одним із її головних бомбардирів, маючи середню результативність на рівні 0,73 гола за гру першості.
Завершував ігрову кар'єру в амстердамському «Блау-Віт», за який виступав протягом 1964—1967 років.

## Виступи за збірну
1954 року дебютував в офіційних матчах у складі національної збірної Нідерландів.
У складі збірної був учасником  футбольного турніру на Олімпійських іграх 1952 року у Гельсінкі.
Загалом протягом кар'єри в національній команді, яка тривала 8 років, провів у її формі 13 матчів, забивши 6 голів.
Помер 12 листопада 2022 року на 92-му році життя у Дордрехті.